# ゼロワングランドスラム
ゼロワングランドスラム (ゼログラ) は、小学生向けの全国規模のプログラミング競技大会で、プログラミングスキルをスポーツのように競い合い、日本一の小学生プログラマーを決定することを目的としている。

## 概要
ゼロワングランドスラムは、全国小学生プログラミング競技大会で、一般社団法人ジュニアプログラミング推進機構が主催する。参加対象は全国の小学生で、参加費は無料。